# San Giovanni Montebello
San Giovanni Montebello (San Giuvanni in siciliano) è una frazione di Giarre (Città metropolitana di Catania). Sorge su colline sciarose che sovrastano la riviera ionica a 5 chilometri da Giarre e conta circa 1 800 abitanti. Inizialmente la borgata si chiamava San Giovanni Battista, in nome del suo santo protettore, successivamente, nel 1942, è stato aggiunto l'appellativo Montebello, per sottolineare la panoramica posizione geografica del piccolo centro. Di recente sviluppo sono le attività agrituristiche.
Gli abitanti sono noti come sangiovannesi (sangiuvannoti in siciliano).

## Storia
Come molti centri vicini, la borgata sorse presumibilmente tra il XVI e il XVII secolo quando gruppi di famiglie acesi, messinesi e calabresi in cerca di fortuna, iniziarono a prendere possesso delle terre della Contea di Mascali, attratte dai bassi censi a cui esse venivano offerte dalla Mensa Vescovile catanese.
La storia documentata del paese ha inizio il 23 febbraio del 1725, quando il popolo iniziò i lavori per la chiesa, ultimati nel 1747.
Una sentenza della Magna Curia Arcivescovile Messinese del 7 giugno 1747, assegnava alla nuova chiesa il territorio di Sant'Alfio "La Bara", consacrandolo a San Giovanni Battista. Quest'ultimo rimase dipendente a livello ecclesiastico dalla chiesa di San Giovanni fino al 1811, entrambi, comunque, sotto il Vicario Curato di Mascali fino al 1823.
Ancora settecentesche sono le testimonianze dell'Abate benedettino catanese Vito Maria Amico "[...] In S. Joanne ejusdem nominis aedes [...]" ([...] Nel paese di San Giovanni che ha lo stesso nome della chiesa [...]) e dell'Abate F. Sacco: "[...] Posto nella distanza di quattro miglia dal mare e di tre da Mascali. Vi sono in esso una Chiesa Sagramentale, ed una Confraternita Laicale dedicata al Santissimo Crocifisso [...]".
La popolazione di San Giovanni crebbe durante i secoli XVIII e XIX, tanto che dal censimento del 1812 risulta che il centro era il secondo paese etneo (dopo Giarre) per popolazione, superando di gran lunga la stessa Mascali.
Nell'800 continuò lo sviluppo edilizio, grazie al quale sorse un nutrito nucleo urbano attorno alla chiesa madre. Furono costruite alcune ville ed edifici patrizi, oltre alle abitazioni rustiche. Delle tipologie edilizie sette-ottocentesche si conservano notevoli tracce, come quasi la totalità delle costruzioni in via Ciullo D'Alcamo (ex via ospedale).
San Giovanni fu inoltre, già a partire dall'800, sede del primo ospedale del nascente comune di Giarre.
Nel 1942 la frazione, fino ad allora denominata semplicemente "San Giovanni", assunse la nuova denominazione di "San Giovanni Montebello".

## Monumenti e luoghi d'interesse

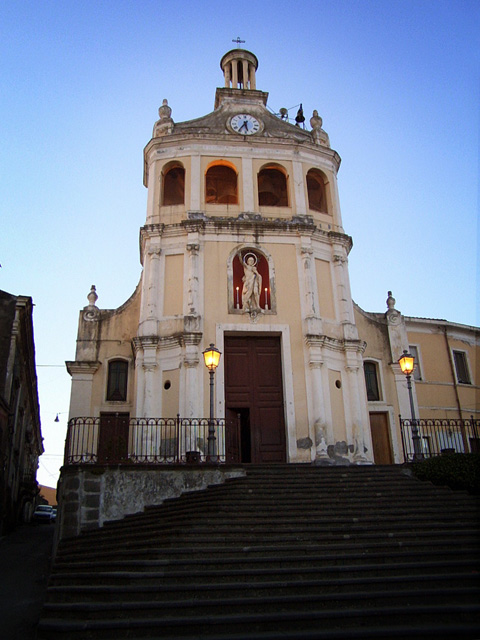
Chiesa madre di San Giovanni Battista.

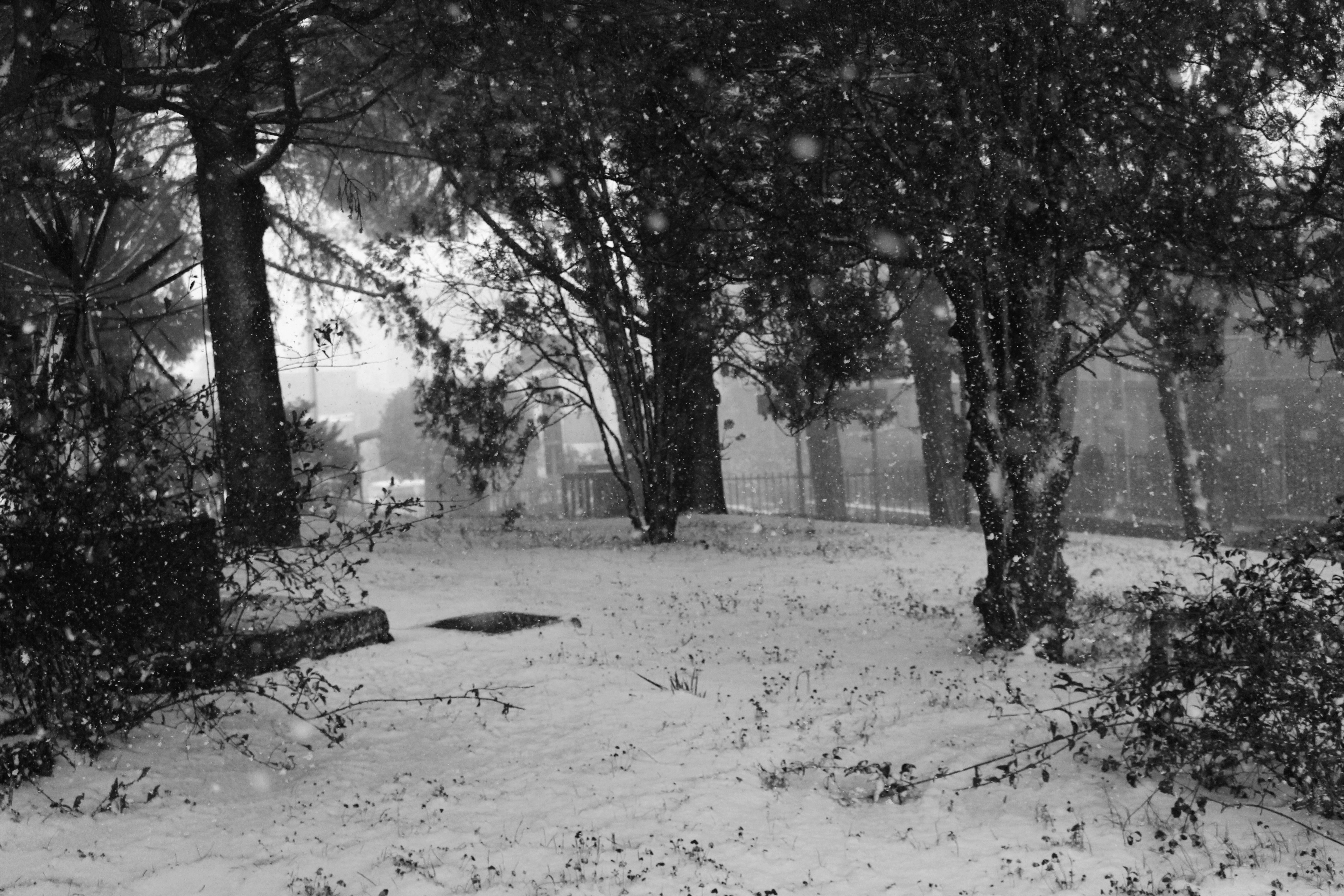
Parco giardino ricoperto di neve nel gennaio 2017.

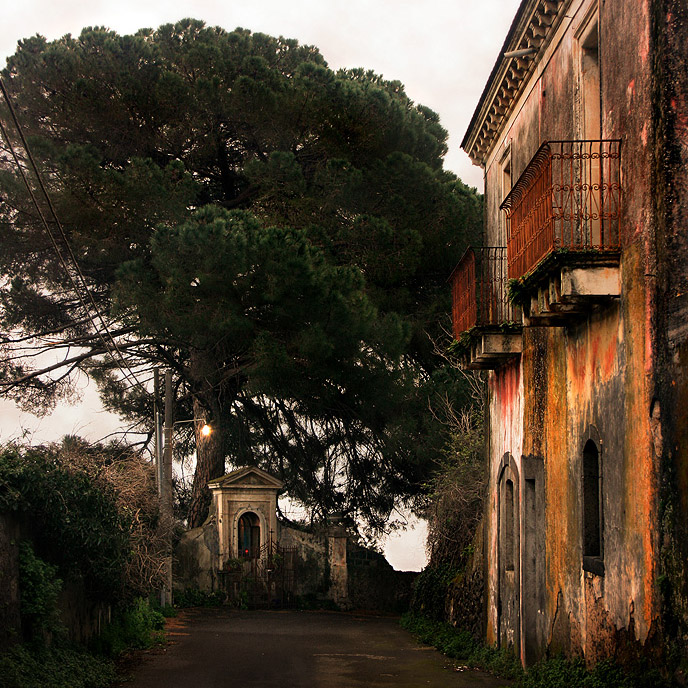
Scorcio di una stradina di campagna.

Il paese mantiene pressoché inalterate le caratteristiche topografiche dei secoli scorsi.

### Architetture religiose
- Chiesa di San Giovanni Battista, chiesa madre del paese. Venne ristrutturata nell'Ottocento e possiede una facciata in stile tardo-barocco. La scalinata antistante in pietra lavica consta di due ordini di gradini, in numero 24 e 6, simbolo della ricorrenza di San Giovanni Battista. L'interno è decorato con stucchi e marmi pregiati. Interessanti sono gli affreschi sulla volta (I primi affreschi, non più visibili, furono eseguiti nel 1744 dall'acese Pietro Paolo Vasta) e le tele di famosi artisti dei secoli scorsi quali Alessandro Vasta, figlio di Pietro Paolo, e il catanese Giuseppe Zacco. È inoltre presente al suo interno un antico organo di pregevole timbro dotato di oltre 2000 canne, disposte simmetricamente all'ingresso e sulla volta. Potrebbe essere suonato da due persone contemporaneamente creando così un effetto acustico particolarmente avvolgente ma ciò non è possibile poiché necessita di restauro.
- Chiesa del Santissimo Ritrovato (in siciliano Signuri Asciatu), chiamata così perché costruita dopo il furto e il successivo ritrovamento dell'ostensorio contenente il Santissimo Sacramento dalla cattedrale di Catania alla fine del Settecento, possiede due tele di notevole valenza artistica, dipinte da Giuseppe Zacco, che hanno per soggetti la Crocifissione e l'Annunciazione.

### Architetture civili
Di interesse artistico sono le settecentesche ville private osservabili dall'esterno come Villa Pennisi-Nicolosi, Villa Castorina, il palazzetto baronale in stile barocco a lato della Chiesa Madre e l'antico ospedale San Pietro (funzionante fino all'ultimo dopoguerra) sito in via Ciullo d'Alcamo.

## Cultura

### Eventi

#### Festa di San Giovanni Battista
L'apertura dei festeggiamenti inizia il 1º giugno con il suono del "Cunsulatu" della campana maggiore della chiesa e con lo Sparo dei 24 colpi a cannone. La festa raggiunge il culmine il sabato e la domenica dopo il 24 giugno (qualora il 24 non dovesse capitare di domenica), giorno in cui si celebra la natività del Santo. La sera del sabato si svolge la festosa entrata in Piazza San Giovanni Battista dei Quattro partiti con la tradizionale fiaccolata. Intorno alle ore venti i rappresentanti delle quattro categorie, muniti di fiaccole e bandiere tricolori, accompagnati dai musicanti, percorrono correndo le quattro vie (una per ogni partito) per raggiungere la piazza, dove ognuno accende la girandola assegnatagli. Tra la nutrita schioppetteria ed il fuoco di queste, nel frastuono assordante della gente, i gruppi di musicanti congiungendosi intonano la marcia dei bersaglieri, ripetendola più volte, con un ritmo sempre più veloce. La serata continua, sul palco musicale è eseguita la “Cantata” (inno in onore di San Giovanni Battista), a seguire la spettacolare gara pirotecnica dei quattro partiti (che non è a carico del comitato festeggiamenti San Giovanni Battista ma è a carico degli organizzatori dei quattro partiti). La domenica la suggestiva "Nisciuta di San Giuvanni" ovvero l'uscita del fercolo con il simulacro di San Giovanni Battista dalla Chiesa Madre alle ore 21:00 e a seguire la processione del santo per le vie del paese. Il fercolo si affaccia dalla porta centrale, fermandosi sul sagrato della chiesa fa iniziare lo scampanio. La grande vara, sormontata dal baldacchino indorato, attraverso due binari di legno, scende lentissima i 24 gradini, fino a raggiungere la piazza, dove si intona la “Cantata”, il fercolo sosta fino al termine dell’Inno, poi si dà inizio alla processione; a conclusione della quale il fercolo risale la gradinata, e infine sale il gran quadro, che cela il simulacro, che sarà svelato nuovamente il giorno del 29 agosto.

## Sport

### Impianti sportivi
San Giovanni Montebello dispone di un campo sportivo comunale sito in via Giosuè Borsi.